# Dicrodon heterolepis
Dicrodon heterolepis es una especie de lagarto de la familia Teiidae. Esta especie es endémica de las regiones costeras del sur de Perú.